# دونگا ترنیتسا
دونگا ترنیتسا (به صربی: Donja Trnica) یک منطقهٔ مسکونی در صربستان است که در ترگوویشته واقع شده‌است. دونگا ترنیتسا ۲۱۳ نفر جمعیت دارد.